# Simonetta Sommaruga
Simonetta Myriam Sommaruga (Sins, 14. svibnja 1960.) je švicarska političarka i pijanistica, članica Socijaldemokratske stranke Švicarske. Od 2010. do 2020. bila je član Švicarskog saveznog vijeća, a 2015. i 2020. bila je predsjednica Vijeća.

## Politička karijera
- 1993. – 1999. Predsjednica zaklade za zaštitu potrošača Švicarske
- 1999. – 2003. Zastupnica u Nacionalnom vijeću Švicarske
- 2003. – 2010. Zastupnica u Vijeću država Švicarske

## Privatno
Udata je za kniževnika Lukasa Hartmanna (Pseudonim Hans-Rudolf Lehmann). Živi u Spiegelu kraj Berna.
Simonetta Sommaruga govori njemački, francuski, talianski i engleski jezik. Studirala je romanistiku i anglistiku, ali nije završila fakultet.

## Vanjske poveznice
- Službena biografija (njemački)  Arhivirana inačica izvorne stranice od 7. travnja 2011. (Wayback Machine)